# Lendas e mitos sobre o RMS Titanic

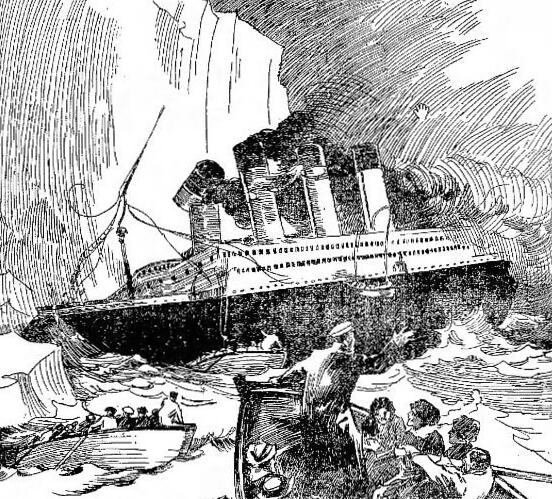
O naufrágio do Titanic inspirou mitos e lendas urbanas.

Existem diversas lendas e mitos a cerca do RMS Titanic que foram cunhadas ao longo dos anos. Estes têm variado desde o mito sobre o navio ser inafundável, até o mito relativo à última música da orquestra do navio.

## Inafundável
Ao contrário da crença popular, o Titanic nunca foi descrito como "inafundável". Três publicações comerciais (uma das quais provavelmente nunca publicada) descreveram o Titanic como praticamente inafundável antes do navio afundar. Muitos sobreviventes recordaram em entrevistas em vídeo, bem como em depoimentos de que eles haviam considerado o navio "inafundável". A Harland and Wolff
não alegou que ele era inafundável, mas um item promocional da White Star Line salientou a segurança do Olympic e do Titanic, afirmando que "na medida do possível, essas duas embarcações maravilhosas são projetadas para serem inafundáveis". Alegações feitas por publicações comerciais de que navios eram inafundáveis ou praticamente inafundáveis não eram exclusivas dos navios de classe "Olympic" ou de outros navios da White Star. Alegações semelhantes foram feitas sobre o navios da Cunard Lusitania e Mauretania, e os transatlânticos alemães Kaiser Wilhelm der Grosse e Kaiser Wilhelm II. Os recursos de segurança avançados nesses navios foram amplamente divulgados, não enfatizando a probabilidade de naufrágio desses navios em um acidente grave

Disposição geral dos 16 compartimentos principais do Titanic. O fundo duplo tinha 2,13 metros de altura e era dividido em 44 compartimentos estanques. Havia 13 pequenos compartimentos adicionais acima do topo do tanque, e.g., para os túneis dos eixos.

O Titanic foi projetado para cumprir com a subdivisão de Grau 1 proposta pelo Comitê de Bulkhead de 1891, o que significa que ele poderia ficar à tona com qualquer combinação de 2 compartimentos contínuos de seus 16 compartimentos principais abertos para o mar. A altura do convés das anteparas acima da linha de água em condição de inundação estava bem acima dos requisitos, e o navio teria sido capaz de flutuar com 3 compartimentos adjacentes inundados em 11 de 14 combinações possíveis. As subdivisões poderiam ser seladas entre si com portas estanques de ferro fundido. Para diminuir um pouco a chance de um marinheiro ficar preso nelas, um sistema de engrenagens baixava as portas gradualmente, ao longo de 25 a 30 segundos, deslizando-as verticalmente sobre cilindros hidráulicos.
A primeira afirmação não qualificada da inafundabilidade do Titanic apareceu no The New York Times em 16 de abril de 1912, um dia após a tragédia. Philip Albright Small Franklin, vice-presidente da International Mercantile Marine Co. (dona da White Star Line)
afirmou após ser informado do naufrágio, "Eu achava que ele era inafundável, e baseei minha opinião no melhor aconselhamento especializado disponível. Não entendo." Este comentário foi aproveitado pela imprensa, e a ideia de que a White Star Line tinha previamente declarado que o Titanic era inafundável, ganhou imediata e ampla circulação.

## David Sarnoff, relatos por rádio e o uso do SOS
Uma história frequentemente citada que foi confundida entre fato e ficção afirma que a primeira pessoa a receber notícias sobre o naufrágio foi David Sarnoff, que mais tarde lideraria a gigante da mídia RCA. Em versões modificadas desta lenda, Sarnoff não foi o primeiro a ouvir a notícia (embora Sarnoff tenha promovido voluntariamente essa noção), mas que ele e outros auxiliaram a estação sem fio da Marconi {telégrafo) no topo da loja de departamento Wanamaker's na cidade de Nova Iorque, e por três dias, retransmitiu notícias do desastre e nomes de sobreviventes para pessoas esperando do lado de fora. No entanto, mesmo esta versão carece de apoio nos relatos contemporâneos. Nenhum jornal da época, por exemplo, menciona Sarnoff. Dada a ausência de evidências primárias, a história de Sarnoff deve ser adequadamente considerada como uma lenda.
Apesar da crença popular, o naufrágio do Titanic não foi a primeira vez em que o pedido de socorro por código Morse reconhecido internacionalmente, o "SOS" foi usado. O sinal SOS foi primeiramente proposto na Conferência Internacional sobre Comunicação Sem Fio no Mar em Berlin em 1906. Foi ratificado pela comunidade internacional em 1908 e tem sido amplamente usado desde então. O sinal de SOS era, entretanto, raramente usado pelos operadores de rádio telégrafo britânicos, que preferiam o antigo código CQD. O Primeiro Operador de Rádio Jack Phillips começou a transmitir o sinal CQD até que o Segundo Operador de Rádio Harold Bride meio brincando sugeriu: "Envie SOS; é um novo chamado, e esta pode ser a última chance de enviá-lo." Phillips então começou a intercalar o SOS com o chamado tradicional CQD.
Existem relatos que, em 1936, um operador de rádio amador chamado Gordon Cosgrave afirma ter recebido mensagens de SOS do  Carpathia e do Titanic, 24 anos depois da transmissão.

## Banda doTitanic

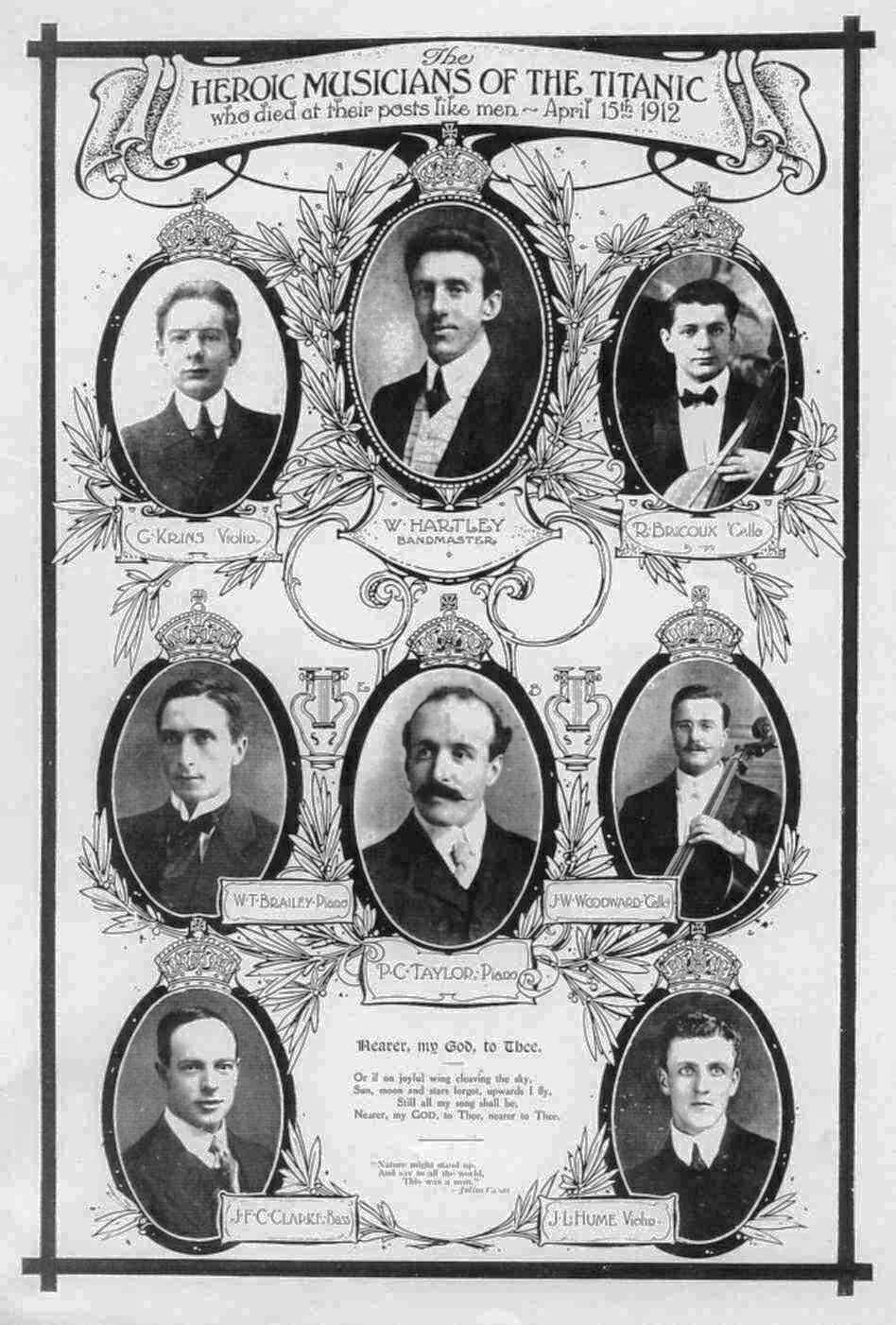
Os oito membros da banda do Titanic.

Uma das mais famosas estórias do Titanic é sobre a banda do navio. Em 15 de abril os oito membros da banda, liderados por Wallace Hartley, tinham se estabelecido no Lounge da Primeira Classe para manter os passageiros calmos e otimistas. Posteriormente eles se mudaram para a parte dianteira do Convés dos Botes. A banda continuou tocando, mesmo quando se tornou evidente que o navio iria afundar, e todos os membros pereceram.
Tem havido muita especulação sobre qual foi a última música tocada pelo grupo. Uma passageira canadense da Primeira Classe, Sra. Vera Dick, e diversos outros passageiros, alegaram que a música final tocada foi o hino "Mais perto quero estar". Hartley supostamente disse uma vez a um amigo que se ele estivesse em um navio afundando, "Mais perto quero estar" seria uma das canções que tocaria. Mas o livro de  Walter Lord A Night to Remember popularizou o relato de 1912 do operador de rádio Harold Bride feito para o New York Times que ele ouviu a canção "Autumn" antes do navio afundar. Se considera que Bride quis dizer ou que fosse o hino conhecido como "Autumn" ou que a canção era a então popular valsa "Songe d'Automne" mas nenhuma delas estava no repertório da banda da White Star Line. Bride é uma das únicas duas testemunhas que estavam perto o bastante da banda, antes de ser varrido para fora do convés por uma onda quando o navio afundou. Alguns consideram sua afirmação confiável. A Sra. Dick tinha saído por bote salva-vidas uma hora e 20 minutos antes e não poderia ter ouvido os momentos finais da banda. A noção de que a banda tocou "Mais perto quero estar" como uma "canção do cisne" é possivelmente um mito originado do naufrágio do SS Valencia, que recebeu ampla cobertura da imprensa no Canadá em 1906 e pode ter influenciado a lembrança da Sra. Dick.
Existem três versões muito diferentes do hino usando as letras de "Mais perto quero estar": Horbury, escrita em 1861 pelo Reverendo John Dykes era  popular na Grã-Bretanha, e outra, Bethany, escrita em 1856 pelo Dr. Lowell Mason era popular nos EUA. A terceira canção associada com o himo era  Propior Deo, que foi escrita por Sir Arthur Sullivan e também era popular na Grã-Bretanha. Além disso, a melodia britânica pode soar como o outro hino ("Autumn"). Em 24 de maio de 1912, as sete principais orquestras de Londres se apresentaram em um memorial para os músicos que pereceram, enquanto tocavam Horbury, dois dos sobreviventes do Titanic na plateia se emocionaram e afirmaram que esta foi a canção que eles ouviram enquanto estavam nos botes salva-vidas. O filme A Night to Remember (1958) usa a canção Horbury; enquanto o filme de 1953 Titanic, com Clifton Webb, usa a canção Bethany assim como no filme de 1997 de James Cameron Titanic. Para complicar ainda mais as coisas, Horbury era a versão Anglicana do hino, enquanto Propior Deo era a versão Metodista. O líder da banda do Titanic, Wallace Hartley era um devoto metodista e filho de um líder de coral metodista liderando uma banda contendo vários metodistas devotos. Propior Deo não foi apenas cantado no funeral de Hartley, mas também esculpido em sua lápide. Recentemente, outra possibilidade foi levantada. Entre os itens deixados pela noiva de Hartley, Maria Robinson, estava a partitura de uma terceira melodia do hino escrita por Lewis Carey em 1902 e tornada popular pela contralto australiano Ada Crossley. Como Crossley se apresentou tanto na Grã-Bretanha quanto na América, é possível que esta tenha sido uma melodia conhecida dos passageiros dos dois lados do Atlântico.
O Coronel Archibald Gracie, um historiador amador que esteve a bordo do navio até os momentos finais, e mais tarde foi resgatado em um bote salva-vidas desmontável emborcado, escreveu seu relato imediatamente após o naufrágio, mas morreu de seus ferimentos oito meses depois. De acordo com Gracie, as músicas tocadas pela banda eram "alegres", mas ele não reconheceu nenhuma delas, alegando que, se tivessem tocado "Mais perto quero estar" como afirmaram os jornais, "Eu certamente deveria tê-la notado e considerado como um aviso direto da morte imediata para todos nós e provavelmente criaria pânico."

## As estórias de W.T. Stead

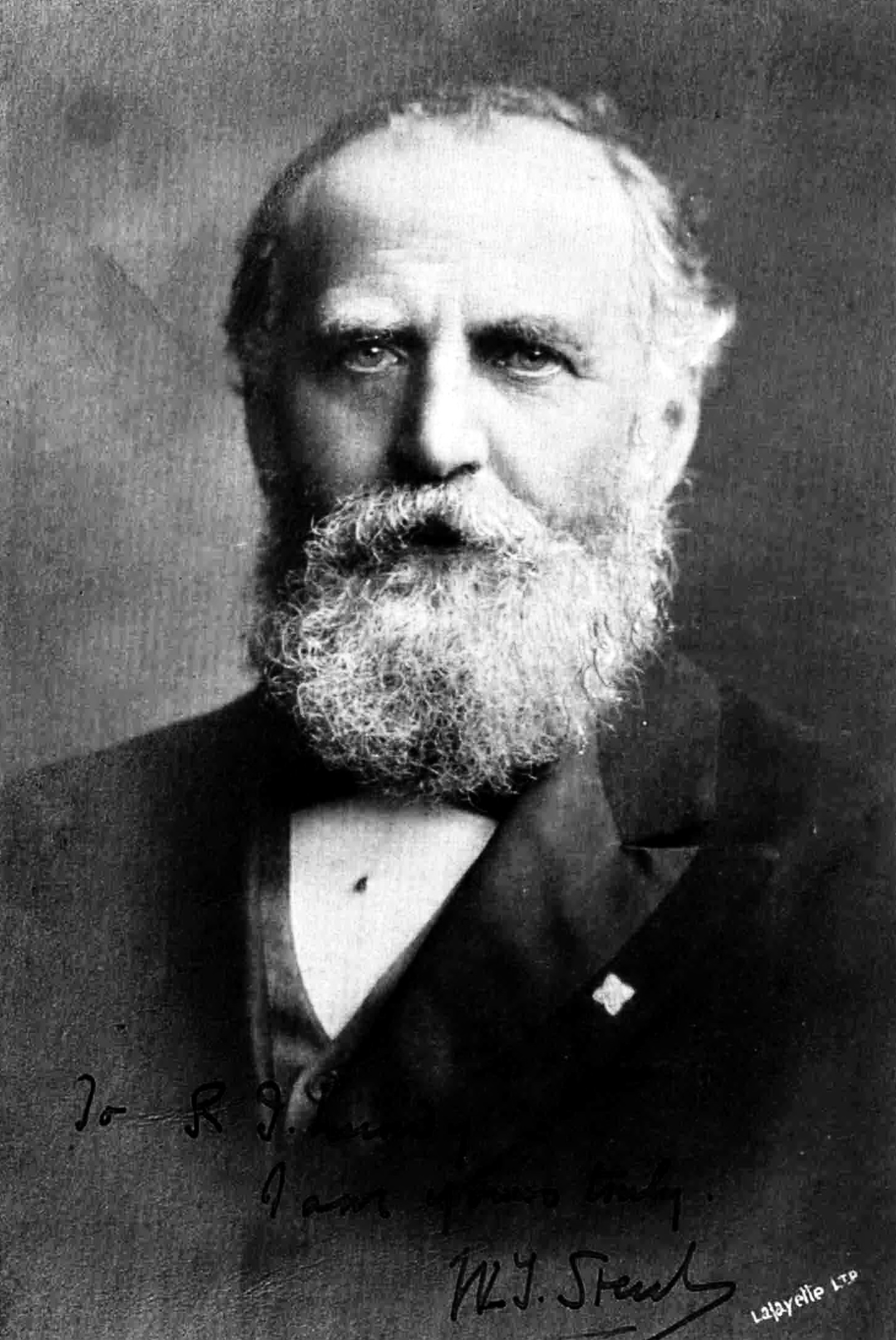
William Thomas Stead, autor de vários artigos sobre segurança no mar, pereceu no naufrágio.

Outra lenda citada sobre o Titanic diz respeito ao falecido passageiro da Primeira Classe William Thomas Stead. De acordo com esse folclore, Stead, através de um insight precognitivo, previu sua própria morte no Titanic. Isto é aparentemente sugerido em duas estórias de naufrágio fictícias, que ele escreveu décadas antes. A primeira, "How the Mail Steamer Went Down in Mid-Atlantic, by a Survivor" (1886), relata a colisão de um navio de correio com outro navio, resultando em grande perda de vidas devido à falta de botes salva-vidas. O segundo, "From the Old World to the New" (1892) apresenta uma embarcação da White Star Line, o Majestic, que resgata sobreviventes de outro navio que tinha colidido com um iceberg.

## Navio misterioso
Alguns acreditam que havia outra embarcação, o navio norueguês Samson, na vizinhança do Titanic quando este afundou. Há também a especulação que este era o navio que o Titanic avistou ao longe ao contrário do Californian. Se estiver correta, as coordenadas do Samson  as colocam dentro de 16 quilômetros da posição do Titanic enquanto o navio estava afundando. A estória do tripulante Hendrik Bergethon Naess sugere que quando o Titanic disparou os foguetes de socorro, o Samson não veio ao seu resgate porque estava ilegalmente caçando focas, e em vez disso pensou que os foguetes sendo disparados eram um sinal para outros navios em relação a presença do Samson na área. Sua declaração supostamente afirma que eles navegaram para o norte para evitar a detecção depois de ver os foguetes. Entretanto, busca nos registros do jornal Lloyd's List sugerem que o Samson estava em um porto da Islândia para reparo nos motores na data do naufrágio do  Titanic, fazendo sua presença próximo ao incidente na noite de 14 de abril impossível.

## A maldição doTitanic

Trabalhadores irlandeses nos estaleiros da Harland & Wolff teriam visto no número de série do Titanic um ataque ao Papa.

Quando o Titanic afundou, alegações foram feitas que uma maldição existia no navio. A imprensa rapidamente ligou a "maldição do Titanic" com a prática da White Star Line de não fazer o cerimonial de lançamento de seus navios.
Uma das lendas mais amplamente difundidas ligavam diretamente o sectarismo da cidade de Belfast, onde o navio foi construído. Foi sugerido que o navio recebeu o número 390904 que, quando refletido, se assemelha às letras "NOPOPE", um slogan sectário atacando os católicos romanos, amplamente utilizado pelos protestantes extremistas na Irlanda do Norte, onde o navio foi construído. No extremo sectarismo da região na época, o naufrágio do navio teria sido causado pelo anticatolicismo de seus fabricantes, a Harland and Wolff, que tinha uma força de trabalho quase exclusivamente protestante e um suposto registro de hostilidade contra os católicos (a Harland and Wolff tinha um histórico de contratar poucos católicos; se isso foi por meio de políticas ou porque o estaleiro da empresa na baía de Belfast estava localizado na quase que exclusivamente protestante região Leste de Belfast - para a qual poucos católicos viajariam - ou uma mistura de ambos, é uma questão controversa). De fato, o RMS Olympic e o Titanic foram atribuídos os números 400 e 401, respectivamente.

## A premonição de Jessie
Na noite do naufrágio, uma jovem com o nome de Jessie Sayre estava no leito de morte na cidade de Kirkudbright, Escócia. Em seu estado delirante, ela descreveu ter visto um grande navio naufragado e um homem chamado Wally (um apelido de Wallace) tocando violino. Apenas algumas horas após a sua morte, Wallace Hartley continuou a tocar seu violino com o resto de sua banda enquanto o Titanic afundava.

## Presságio literário do desastre
Na época em que o "Titanic" afundou, a edição de 1º de maio de 1912 da The Popular Magazine, uma revista pulp americana, estava nas bancas de jornal. Continha o conto "The White Ghost of Disaster", que descrevia a colisão de um transatlântico com um iceberg no Oceano Atlântico, o naufrágio do navio e o destino dos passageiros. A estória, de Mayn Clew Garnett (pseudônimo do autor T. Jenkins Hains), criou pouca sensação. Em 1898, quatorze antes do desastre com o Titanic, Morgan Robertson escreveu um livro chamado Futilidade, ou O Naufrágio de Titan. Esta estória apresenta um enorme navio de passageiros britânico chamado Titan,
que, considerado inafundável, transporta botes salva-vidas insuficientes. Na viagem durante o mês de abril, o Titan atinge um iceberg e afunda no Atlântico Norte com a perda de quase todos a bordo. Existem algumas semelhanças entre o naufrágio fictício do Titan e o naufrágio real do RMS Titanic.
Em 1912, o jornal alemão Berliner Tageblatt publicou um livro em forma de série que decorreu de 9 de janeiro a 24 de abril. Este trabalho de ficção foi escrito por Gerhart Hauptmann, que receberia o Nobel de Literatura mais tarde naquele ano. Um mês antes da fatídica viagem inaugural de abril do Titanic, a estória foi publicada por S. Fischer Verlag como o romance Atlantis. Atlantis é um conto romântico a bordo do transatlântico fictício Roland, que é coincidentemente condenado a um destino muito semelhante ao do RMS Titanic. Esta antecipação do desastre do Titanic recebeu considerável atenção na época. Um filme mudo holadês de 1913 também com o título de Atlantis foi produzido pela Nordisk Film baseado no romance. O filme foi lançado menos de um ano após o trágico evento real. A associação ficou evidente, e foi banido na Noruega, entendido como sendo de "mau gosto".